# Louis-Jacques Casault
Pour les articles homonymes, voir Casault.
Louis-Jacques Casault, né le 17 juillet 1808 à Montmagny et mort le 5 mai 1862 à Québec, est un prêtre et un éducateur québécois. Il est connu pour avoir été le supérieur du Séminaire de Québec et le premier recteur de l'Université Laval.

## Biographie

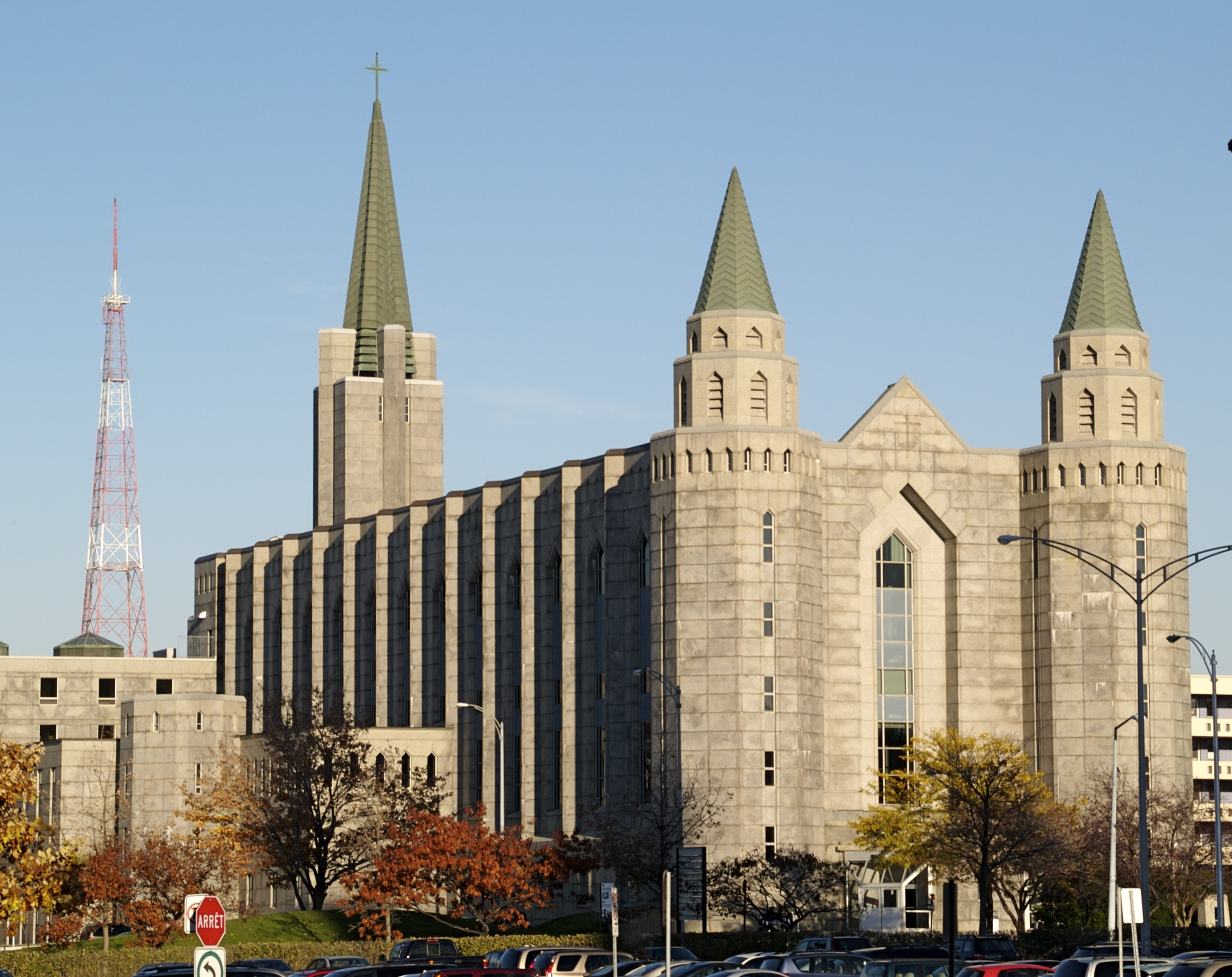
Pavillon Louis-Jacques-Casault à l'Université Laval

Né à Montmagny au Québec, le 17 juillet 1808, de Louis Casault et de Françoise Blais, il fit ses études à Québec et fut ordonné, le 27 novembre 1831. 
Vicaire au Cap-Santé (1831-1834), au séminaire de Québec, directeur et professeur de physique (1834-1851), supérieur (1851-1860). 
De 1852 à 1860, il est le premier recteur de l'université (1852-1860), en même temps conseiller de l'évêque (1850-1852) et grand-vicaire (1852-1862). 
Il meurt à Québec, le 5 mai 1862. Théophile Hamel a peint son portrait en 1861.

## Postérité
Un pavillon et une place de l'Université Laval et une école secondaire de Montmagny sont nommés en son honneur.